# Pompilus cinereus
Pompilus cinereus é uma espécie de insetos himenópteros, mais especificamente de vespas pertencente à família Pompilidae. A autoridade científica da espécie é Fabricius, tendo sido descrita no ano de 1775.
Trata-se de uma espécie presente no território português.